# Zemleprochodtsy
Zemleprochodtsy (Russisch: Землепроходцы; letterlijk: "landdoorkruisers") waren Russische verkenners en pioniers wier activiteiten in de 16e en 17e eeuw leidden tot grote geografische kennis over Siberië en het Russische Verre Oosten. De zemleprochodtsy bestonden vooral uit dienstlieden (Siberische Kozakken), handelaren en fabriekseigenaren en waren vooral afkomstig uit noordelijk Europees Rusland. Ze handelden vooral in bont en pelzen. Door hen nam de Russische kolonisatie van Siberië een hoge vlucht. Met name de geografische informatie die ze verzamelden onder de inheemse Siberische volkeren, vooral inheemse namen, waren van groot belang. Ze trokken zowel over het land en de rivieren als over de zeeën.
Bekende zemleprochodtsy waren Vladimir Atlasov, Semjon Dezjnjov, Jerofej Chabarov en Ignati Milovanov.